# 34345 Gabriellalui
34345 Gabriellalui è un asteroide della fascia principale. Scoperto nel 2000, presenta un'orbita caratterizzata da un semiasse maggiore pari a 2,6044617 au e da un'eccentricità di 0,1598387, inclinata di 2,27749° rispetto all'eclittica.